# Comuna Antîpivka, Zolotonoșa
Antîpivka (în ucraineană Антипівка) este o comună în raionul Zolotonoșa, regiunea Cerkasî, Ucraina, formată din satele Antîpivka (reședința) și Bakaiivka.

## Demografie
Componența lingvistică a comunei Antîpivka
     Ucraineană (93,43%)
     Rusă (6,03%)
     Alte limbi (0,45%)
Conform recensământului din 2001, majoritatea populației comunei Antîpivka era vorbitoare de ucraineană (93,43%), existând în minoritate și vorbitori de rusă (6,03%).